# Monuments men
Monuments men (lit. ‘Homes dels monuments’) és una pel·lícula germanoestatunidenca de temàtica històrica i bèl·lica de 2014 dirigida per George Clooney, escrita i produïda per Clooney i Grant Heslov, i protagonitzada per Clooney, Matt Damon, Bill Murray, John Goodman, Jean Dujardin, Bob Balaban, Hugh Bonneville i Cate Blanchett. Lleugerament inspirada en el llibre de no-ficció The Monuments Men: Allied Heroes, Nazi Thieves and the Greatest Treasure Hunt in History de Robert M. Edsel i Bret Witter, la història segueix un grup d'Aliats que durant la Segona Guerra Mundial es van dedicar a buscar i salvar obres d'art i altres peces culturalment importants abans que els nazis les destruïssin. TV3 la va doblar al català i va emetre-la per primer cop el 4 de novembre de 2022.

## Argument
El 1943 durant la Segona Guerra Mundial, els Aliats fan grans progressos i fan retrocedir les potències de l'Eix d'Itàlia. Tanmateix, Frank Stokes (George Clooney) convenç al president dels Estats Units quan li remarca que la victòria tindrà poc sentit si els tresors artístics de la cultura occidental es perden durant la guerra. D'aquesta manera, a Stokes se li encomana la tasca de reunir un grup d'homes anomenats els "Monuments Men", format per set directors de museu, conservadors i historiadors de l'art, que tindrien el deure de guiar als aliats en la recerca de l'art perdut per tal de retornar-lo als seus propietaris.

## Repartiment
| Intèrpret        | Personatge                                                            |
| ---------------- | --------------------------------------------------------------------- |
| George Clooney   | Frank Stokes (inspirat en el personatge real George L. Stout)         |
| Matt Damon       | James Granger (inspirat en el personatge real James Rorimer)          |
| Bill Murray      | Richard Campbell                                                      |
| Cate Blanchett   | Claire Simone (inspirada en la personatge real Rose Valland)          |
| John Goodman     | Walter Garfield (inspirat en el personatge real Walker Hancock)       |
| Jean Dujardin    | Jean Claude Clermont (inspirat en el personatge real Jacques Jaujard) |
| Hugh Bonneville  | Donald Jeffries                                                       |
| Sam Hazeldine    | Coronel Langton                                                       |
| Bob Balaban      | Preston Savitz                                                        |
| Dimitri Leonidas | Sam Epstein                                                           |

## Producció

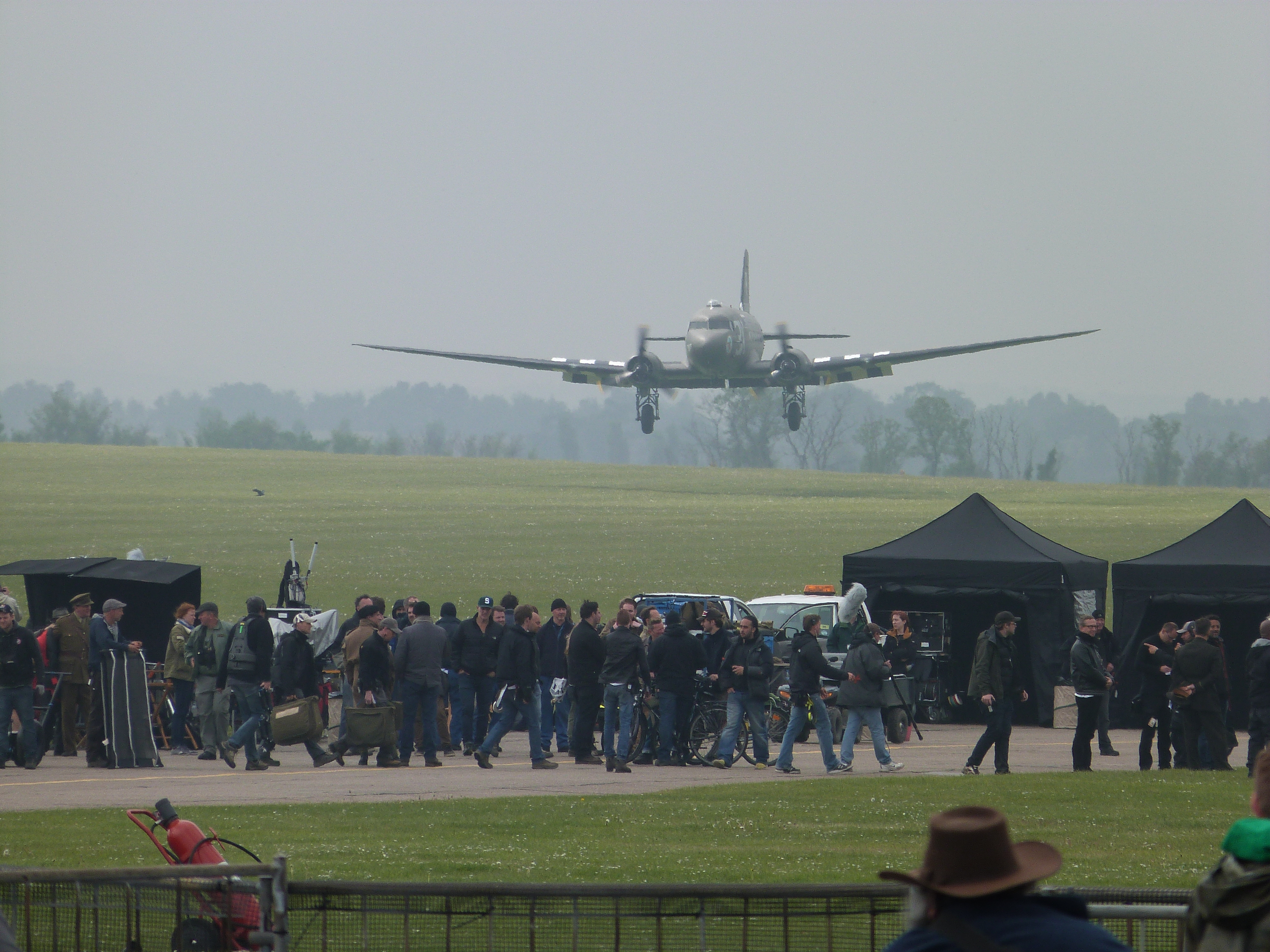
Un avió de la Segona Guerra Mundial aterrant al Duxford Air Field durant el rodatge a Anglaterra.

The Monuments Men és una coproducció germanoestatunidenca de Columbia Pictures (en associació amb 20th Century Fox) i l'estudi alemany Babelsberg. La pel·lícula va ser finançada pel Fons Federal del Cinema Alemany (DFFF) amb €8.5 milions, el Mitteldeutsche Medienförderung, el Medienboard Berlin-Brandenburg i també pel Medien- und Filmgesellschaft de Baden-Württemberg. El càsting va començar el febrer de 2013 pels centenars d'extres necessaris per les escenes militars.
La fotografia va iniciar-se el març de 2013 als Estudis Babelsberg de Potsdam (Brandenburg, Alemanya) i a Harz. Les mines de Bad Grund, especialment les de Wiemannsbucht i les Grube Hilfe Gottes es van utilitzar per a les escenes d'exteriors. Altres localitzacions van ser els municipis de Lautenthal, Clausthal-Zellerfeld, Goslar, Halberstadt i Osterwieck. Altres escenes que incloïen avions i la base aèria americana, es van rodar a l'Imperial War Museum Duxford de Cambridgeshire (Anglaterra).

### Càsting
El personatge de James Granger havia estat assignat en un primer moment a Daniel Craig. Però aquest va haver-hi de renunciar poc abans de l'inici per problemes d'agenda. Al final, el paper es va donar a Matt Damon.